# Otto Priebe
Otto Priebe (* 5. September 1886 in Schlawe; † 10. Juli 1945 in Karpinz / Ural) war ein deutscher Maler.

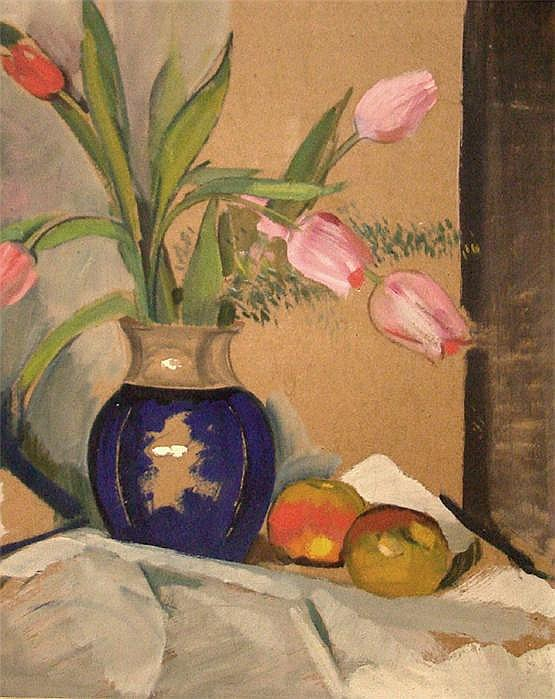
Tulpenstillleben

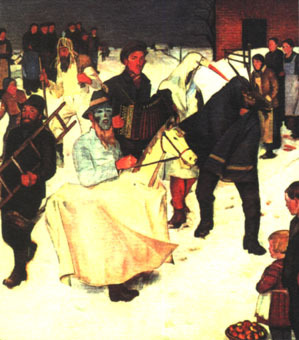
Pommerscher Schimmelreiter. Das Bild zeigt das in der Region Stolp traditionelle kostümierte „Schimmelreiten“ zu Heiligabend mit slowinzisch-vorchristlichen Ursprüngen.

Otto Priebe erhielt seine künstlerische Ausbildung bei Hermann Groeber in München. Danach wanderte er durch Italien und Frankreich.
Während des Ersten Weltkrieges war Priebe an der Westfront eingesetzt.
Nach dem Krieg kam er als freischaffender Maler nach Stolp und wurde Mitglied des dortigen Städtischen Kunstvereins. Er war u. a. 1938, 1940 und 1943 auf der Großen Deutschen Kunstausstellung in München vertreten. Ein Teil seiner Werke wird im Muzeum Pomorza Środkowego w Słupsku aufbewahrt. Auf dem Stolper Friedhof befindet sich seit einigen Jahren eine Gedenktafel für Otto Priebe.

## Werke (Auswahl)
- Soldat. 1915
- Die Fischer von Stolp
- Hugo Priebe. Ölbild um 1920
- Alma Priebe. Ölbild 1921
- Werner Zielke. Ölbild um 1925
- Ernst Baeker. Ölbild 1925
- Straße in Fiesole. Aquarell 1925
- Aussicht vom See auf die Kirche in Groß Garde. Aquarell um 1926
- Marienkirche in Stolp. Aquarell um 1926
- Wintertag in Stolp. Ölbild um 1928
- Stadtansicht Stolp mit Rathausturm. Aquarell 1936
- Hoftor in Sanskow. Aquarell um 1937
- Die Eisfischer (Tafelbild, Öl; ausgestellt 1938 auf der Großen Deutschen Kunstausstellung)[3]

- Fischersfrau. Ölbild um 1938
- Pommerscher Schimmelreiter. Ölbild um 1938
- Slovinzin in Trauerkleidung. Ölbild um 1938
- Neue Saat (Tafelbild, Öl; ausgestellt 1940 auf der Großen Deutschen Kunstausstellung)[4]
- Karin Bergmann. Ölbild 1945